# إنباء الهصر بأنباء العصر
إنباء الهصر بأنباء العصر هو كتاب ألّفه المؤرّخ والقاضي المصري علي بن داود الجوهري الصيرفي المتوفي سنة 900 هـ، والذي عاصر الدولة العباسيّة إبان حكم دولة المماليك بقيادة السلطان قايتباي لمصر.

## عن الكتاب
يؤرّخ ابن الصيرفي في كتابه إنباء الهصر بأنباء العصر لفترة عصيبة من تاريخ مصر وقد عاصرها في نهاية حكم دولة المماليك لها فيذكر الكتاب وقائع المعارك التي خاضتها جيوش دولة المماليك ضد الوالي شاه سوار الذى كان تابعا لها في شمال العراق ثم ثار عليها وطلب الاستقلال عنها فهُزم وأُسر وجىء به الى السلطان المملوكي قايتباى ليلقى مصيره مسمّرا على جمل يطاف به في شوارع القاهرة المملوكيّة. في تلك الفترة كان حكام الإمارات الصغيرة في آسيا الصغرى والعراق وحتى العثمانيون يرسلون سفراءهم للقاهرة طلباً لمودة السلطان قايتباى فأرّخ بن الصيرفي في كتابه أيضًا لأخبار تلك الأمارات وأخبار العثمانيين التي كانت ترد لسلطان مصر المملوكي قايتباي عن طريق السفراء والمبعوثين، فيذكر على سبيل المثال في أحد المواضع بالكتاب أن ابن عثمان قد أرسل إلى رودس كما وردت الأخبار ثلاثمائة قطعة ليحاصرها حصاراً عظيماً.

## روابط خارجية
صفحة الكتاب على موقع جود ريدز